# Ильинская площадь (Саратов)
Ильи́нская пло́щадь (с 1925 года по 1993 год носила имя Михаила Фрунзе) — площадь в историческом центре Саратова.

## Месторасположение
Исторические границы площади ограничиваются улицами Чернышевского и Шелковичной. Является началом улицы Чапаева, которая наискосок пересекает площадь. Общая площадь (учитывая сквер) — около 13 600 м².

## История
В 1772 году на южной окраине Саратова было открыто новое городское загородное кладбище. В том же году на кладбище была заложена деревянная церковь, единственный престол которой при освящении 18 июля 1773 года получил имя Ильи Пророка, что дало название не только церкви, но формировавшейся вокруг неё площади и начинавшейся от неё улицы.
Сама площадь была образована примерно на рубеже XVIII—XIX столетий, когда городская застройка вплотную подошла не только к церкви, но и к находившейся вокруг неё кладбищу (Первые очертания площади заметны на составленном землемером М.Решетниковым плане города 1809 года).
Согласно дневниковой записи саратовского протоиерея Скопина за 1810 год деревянная Ильинская церковь была «запечатана за ветхостью». Спустя восемь лет, в 1818 году на пожертвования саратовского гражданского губернатора А. Д. Панчулидзева и купца И. Ф. Горбунова была построена каменная Ильинская церковь.
Своё официальное название площадь, также как и улица получает во второй четверти XIX века. В связи с ростом Саратова и застройкой береговой части в 1836 году принимается решение о закрытии Ильинского кладбища, а с 1840 года церковь из кладбищенской обращается в приходскую, и часть закрытого погоста отдаётся под застройку 161-го городского квартала.
В 1925 году площадь была переименована и получила имя известного советского полководца и военачальника Михаила Фрунзе, а 13 августа 1934 года президиум Саратовского горсовета вынес решение о закрытии Ильинской церкви, после чего она была снесена. Немного ранее был ликвидирован остаток старинного Ильинского погоста, на котором был похоронен Алексей Панчулидзев.
Во второй половине XX века площадь значительно преобразилась: после сноса Ильинской церкви её место заняло здание ГПТУ № 4 (ныне — корпус Профессионально-педагогического колледжа СГТУ имени Ю. А. Гагарина, а на большей части площади был разбит сквер, который существенно сократил, наряду с возведёнными зданиями, площадь свободного пространства на ней.
В 1993 году площади было возвращено её историческое название.
В 2016 году на площади, неподалеку от исторического места разрушенной Ильинской церкви, началось возведение нового храма, завершившееся великим освящением его в честь святого пророка Илии в 2018 году.

## Примечательные здания
- Здание Лицея № 62.
- Бывшее здание Центра дополнительного образования для детей Октябрьского района постройки XIX века[6].
- Бывшее здание Гипропромсельстроя. Ныне — Управление Федерального казначейства по Саратовской области.
- Корпус Профессионально-педагогического колледжа СГТУ имени Ю. А. Гагарина. Стоит на месте Ильинской церкви.
- Детский сад № 104. Здание церковно-приходской Ильинской женской школы 1870 года постройки[7]
- Казарма Деконского. До 2010 года здесь располагался Саратовский военно-медицинский институт[8][9].
- Исторический парк «Россия — моя история»
- Храм святого пророка Божия Илии

- Ильинская церковь, Саратов
- Детский сад № 104
- Россия — моя история, Исторический парк